# Doryllium uniforme
Doryllium uniforme är en rundmaskart. Doryllium uniforme ingår i släktet Doryllium och familjen Tylencholaimellidae. Inga underarter finns listade i Catalogue of Life.